# BIRD+鳥相隨
《BIRD+鳥相隨》，是台湾漫畫家兼插畫家ErA画的治癒系漫画，内容讲述大學生玄鳳因教授退件而煩惱却突然遭巨大鸚鵡突擊，在這意外的相遇之后的故事。於台灣角川《FORCE原力誌》開始連載，書名的靈感来自《LOVEPLUS》。2014年8月1日移籍KADOKAWA電子漫畫網站《ComicWalker》繼續連載。